# Non-Technical Skills
Als Non-Technical Skills (NOTECHS) werden in der Luftfahrt die Fähigkeiten einer Person bezeichnet, die über das reine Beherrschen der Technik hinausgehen: Fähigkeit zur Zusammenarbeit, zum Management, zur richtigen Einschätzung der Situation und zum Treffen von angemessenen Entscheidungen.
Auch wenn hier der Begriff Skills (Fertigkeiten) verwendet wird, handelt es sich um kognitiv höherwertige Fähigkeiten.